# Mulgrave Castle
Mulgrave Castle ist der Name dreier Gebäude auf demselben Anwesen in Lythe bei Whitby in der englischen Grafschaft Yorkshire. Die „alte Burg“ ließ der Legende nach Wada, ein Herrscher von Hälsingland im 6. Jahrhundert, erbauen. Die zweite Burg, Caput der Baronie Mulgrave, war eine normannische Konstruktion und blieb bis zur durch das Parlament angeordneten Zerstörung 1647 erhalten. Das dritte Gebäude ist ein Landhaus (54° 30′ 4,3″ N, 0° 41′ 31,9″ W), das Lady Catherine Darnley bauen ließ und das 1718 durch Heirat an die Familie Phipps überging, als ihre Tochter, Lady Catherine Annesley, William Phipps heiratete. Die Familie Phipps erhielt später die Titel Baron Mulgrave, Earl of Mulgrave und Marquess of Normanby.

## Geschichte

### Alte Burg
Das Handbook for Travellers in Yorkshire and for Residents in the County erwähnt, dass Wada, der Herrscher von Hälsingland, die alte Burg bauen ließ. John Leland berichtet in seinen Itineraries um 1545 über verschiedene örtliche Legenden, die angeben, dass Wada ein Riese gewesen sei, der viele Burgen und Straßen in Yorkshire baute.

### Zweite Burg

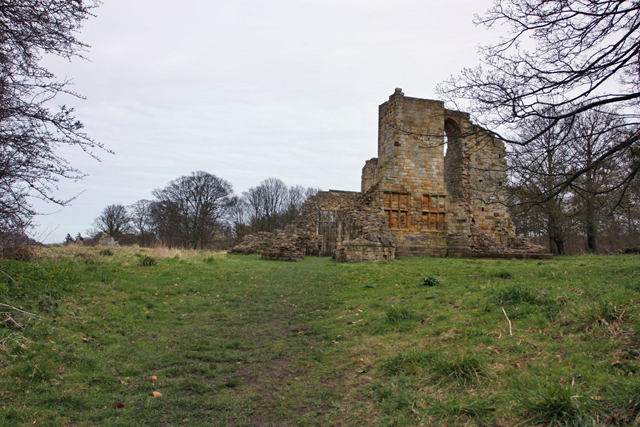
Ruinen des normannischen Mulgrave Castle

Eine zweite Burg, die die gesamte Breite der Hügelkette einnahm, scheint normannischen Ursprungs zu sein, vermutlich auf Geheiß von Nigel Fossard († ca. 1120) erbaut, der das Anwesen nach der normannischen Eroberung Englands erhielt. Fossard ist im Domesday Book von 1086 als Halter von 114 Grundherrschaften, alle in Yorkshire, eingetragen. Darunter befindet sich auch unter Robert, Count of Mortain die von „Grif“, die als Mulgrave in der Harde von Langbaurgh identifiziert wurde. Er wurde 1088 selbst Hauptlehensmann des Königs und Halter der großen Baronie, dessen caput in Mulgrave war, weiters Baronie von Mulgrave genannt, die laut Cartae Baronum 1166 33½ Knight’s fees Wert war. Der Haupteingang lag im Westen und war von zwei steinernen Türmen flankiert. Burggräben verhinderten einen Zugang von Osten und begrenzten den Zugang von Westen auf eine Zugbrücke. Verschiedene Geländehöhen sorgten dafür, dass die Kurtine sich nach außen bauchte und mit Strebewerken abgestützt werden musste. Einige der Ziegel dieses Gebäudes stammen klar aus römischer Zeit.

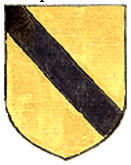
Wappen der De Mauleys: Gold, mit schwarzen Balken, wie von John Guillim in seinem Display of Heraldry von 1610 gezeichnet.

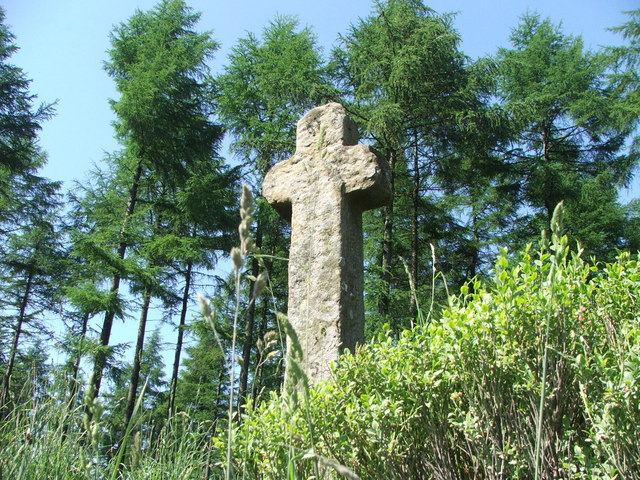
Mauley Cross, eine Meile nördlich von Stape, 13 Meilen südlich von Mulgrave Castle. Das Kreuz ist offensichtlich eine Grenzmarkierung, die von der Familie Mauley aufgestellt wurde, möglicherweise in Zusammenhang mit den Weiderechten der Barone von Mulgrave.

Nigel Fossards Sohn Robert starb ca. 1135, Roberts Sohn William I. starb etwa 1170. Er hinterließ einen Sohn, William II., der 1195 starb und als Erbin Joan hinterließ, die die Baronie und die Burg durch Heirat auf ihren Gatten, Robert of Thornham († 1211) übertrug. Ihr einziges überlebendes Kind und Erbin war Isabel of Thornham, die Baronie und Burg durch Heirat auf ihren Gatten Peter de Maulay († 1241) übertrug, dem sie von König Johann Ohneland beim Heimfall der Baronie versprochen worden war. De Maulay war ein geborener von Poitou, dessen Ehe mit dieser reichen Erbin die Belohnung für seinen 1203 begangenen Mord an Prinz Arthur, den Sohn von Johanns älterem Bruder, der drohte, König Johann auf dem englischen Thron nachzufolgen, gewesen sein. Er war Gouverneur von Corfe Castle in Dorset, wo er die eingesperrte Eleanor, Prinz Arthurs Schwester, bewachte. Peter I. de Maulays Erbe war Peter de Maulay II (um 1226–1279), der Joan de Brus († 1243), eine von fünf Schwestern von Peter III. de Brus heiratete. Dieser, Baron of Skelton, war sein Schwager, da er seine Schwester, Hilary de Maulay, geheiratet hatte. In der Zeit Peters II. war die Baronie angehalten, dem König in Kriegszeiten zwei Ritter bei dessen Anwesenheit für 40 Tage im Jahr zu stellen. Der Erbe von Peter de Maulay II war Peter Mauley, 1. Baron Mauley († 1308), der Nicole von Gent († vor 1302), Schwester und Miterbin (1/3 Anteil) von Gilbert V. von Gent († 1298), Baron von Folkingham in Lincolnshire, heiratete. Peter Mauley wurde durch Writ of Summons vom 23. Juni 1296 ins englische Parlament berufen, wodurch er zum erblichen Baron de Mauley erhoben wurde. Das Siegel Peter Mauleys kann man als eines von 72 an den Barons' Letter an den Papst angehängt sehen, der im Januar 1301 im Parlament von Lincoln unterzeichnet wurde, und zeigt ihn auf der Rückseite in der damals für Siegel üblichen Pose, wie er ein Schwert und ein Schild breitbeinig von seinem galoppierenden Pferd hält, wobei er Schöße seines Übermantels von Wind zurückgeworfen werden. Sein Wappen im heizerförmigen Wappenschild zeigt ein Band mit einem Feld, damasziert mit Rollenwerk, das als von ihm auf der Falkirk-Rolle von 1298 getragen gezeichnet wird als: Gold mit schwarzem Streifen. Sein Erbe war Peter Mauley, 2. Baron Mauley († 1348). William Camden führt an, dass dem ersten Peter de Maulay sieben weitere folgten.
Die Burg fiel an Sir John Bigod (ca. 1376–1426/1427) aus Settrington (Yorkshire), mit seiner Heirat mit Constance de Maulay (ca. 1385–15. Dezember 1450), älteste Tochter und Miterbin von Peter VII. de Maulay († 1378), dessen Sohn Peter VIII. de Maulay 1415 ohne Nachkommen verstorben war, wobei der Titel des Baron de Mauley per Dekret erlosch. Bigod war Fünfter in der Nachfolge von Hugh Bigod, 3. Earl of Norfolk († 1225).
Das Anwesen fiel durch Heirat mit Dorothy Bigod an die Radcliffes und 1625 schließlich an Edmund Sheffield, 3. Baron Sheffield, der später von König Karl I. zum Earl of Mulgrave ernannt wurde. Es gibt Beweise dafür, dass die ursprüngliche Anlage der Fossards von den nachfolgenden Besitzern mehrmals modernisiert und abgeändert wurde. Im englischen Bürgerkrieg wurde die Burg von Royalisten mit einer Garnison belegt. Nach dem Bürgerkrieg wurde die Burg 1647 auf Befehl des Parlaments abgerissen; die Lage der Ziegel von diesem Abriss legt den Schluss nahe, dass für diesen Zweck Schießpulver eingesetzt wurde.

### Heutiges Landhaus
Das dritte Gebäude, ein mit Zinnen versehenes Landhaus, ließ Catherine Darnley, Duchess of Buckingham, illegitime Tochter von König Jakob II. und damals Gattin von John Sheffield, 1. Duke of Buckingham and Normanby, bauen. Das Anwesen fiel 1718 an die Familie Phipps, als die Tochter der Herzogin, Lady Catherine Annesley, William Phipps heiratete. Ein Sommerhaus entstand ebenfalls auf dem Anwesen, laut einer Legende an der Stelle, an der William de Percy 1150 eine Einsiedelei gegründet hatte. 1858 pachtete Duleep Singh, der letzte Maharadscha von Punjab, das Landhaus.
Heute gehört das Anwesen Constantine Phipps, 5. Marquess of Normanby. 2003 pachtete Supermodell Elle Macpherson 65 Quadratkilometer des Anwesens, was als eine von Englands schönsten Jagdgebieten angesehen wird, sowie das Recht auf Nutzung von Mulgrave Castle während der viermonatigen Jagdsaison.